# Kalksburg-Formation
Die Kalksburg-Formation ist eine geologische Formation der Nördlichen Kalkalpen, die im Unterjura abgelagert worden war.

## Bezeichnung
Die Kalksburg-Formation ist nach der Gemeinde Kalksburg im Südwesten Wiens bezeichnet worden.

## Erstbeschreibung
Die Kalksburg-Formation, auch Kalksburger Schichten, war erstmals im Jahr 1934 von Paul Solomonica beschrieben worden, der sich aber an die im Jahr 1909 erfolgten Vorarbeiten von Friedrich Trauth anlehnen konnte. Detailliertere Untersuchungen, insbesondere in Hinblick auf tektonische Fragen, stammen von Georg Rosenberg (1937, 1961 und 1965) und zuletzt von G. Wessely (2006).

## Vorkommen
Die Kalksburg-Formation ist ein Charaktergestein der nordöstlichen Kalkalpenrandzone und tritt in der Frankenfelser Decke auf. Sie kann in ihr von Wien über Kirchberg an der Pielach bis Waidhofen an der Ybbs in Niederösterreich verfolgt werden. Weiter gen Westen tritt die Formation erneut in den Weyerer Bögen auf und ist sogar noch bis ins Vorarlberg bei Lorüns anzutreffen. In den Chiemgauer Alpen ist ein Vorkommen an der Mehrentaler Wand nördlich des Hochgerns anzuführen.

### Typlokalität

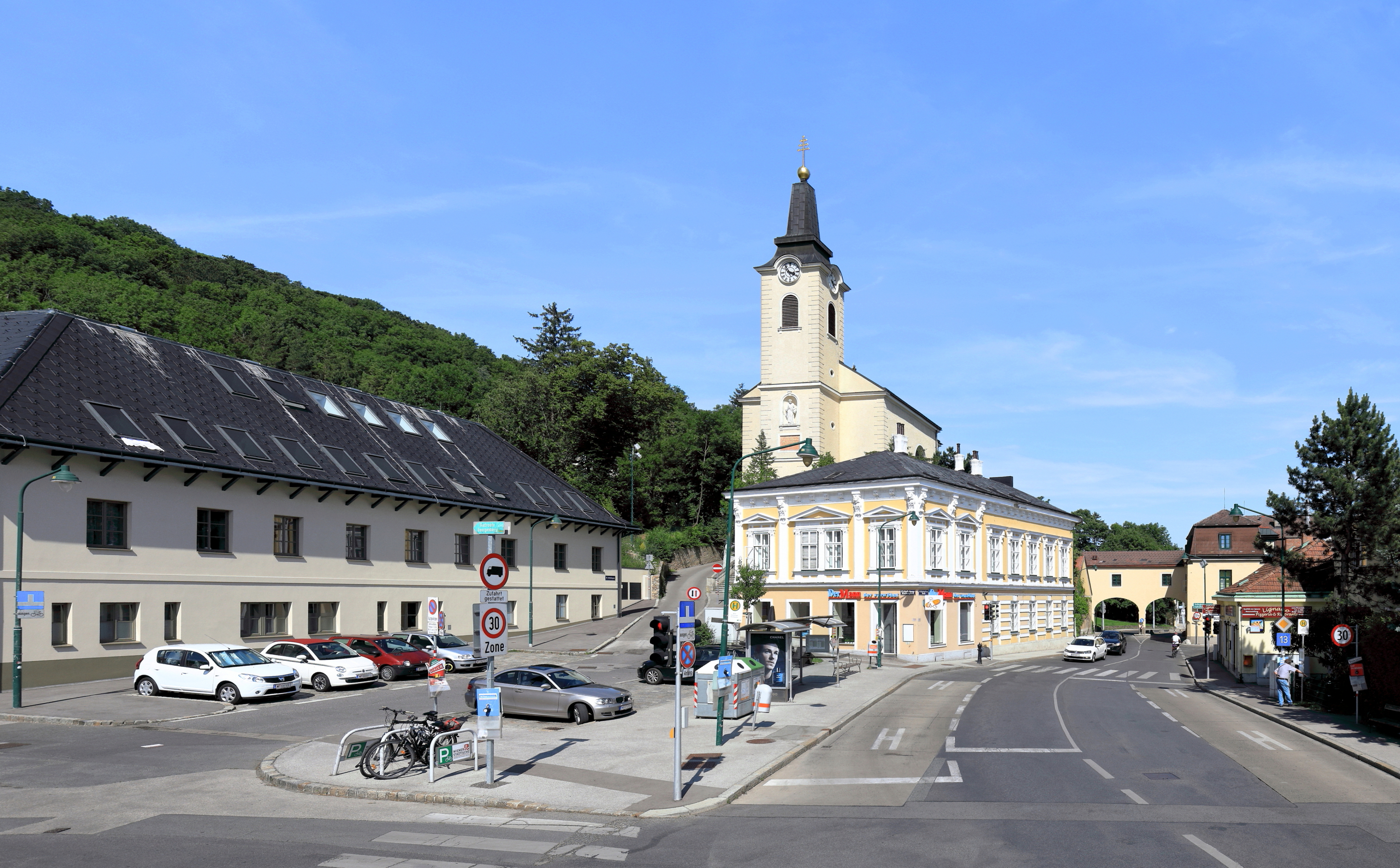
Ortszentrum von Kalksburg. Die gleichnamige Formation ist hinter der Pfarrkirche am Fuß des Berghangs zur Himmelswiese anstehend.

Die Formation erscheint mit ihrer Typlokalität im Bajuvarikum der nordöstlichen Nördlichen Kalkalpen. Die Typlokalität befindet sich in einer nach Süden überkippten Mulde im Reichliesingtal in Kalksburg (Liesingmulde) am Westrand des Wiener Beckens. Das Typusprofil wurde ursprünglich im alten Steinbruch des Schubertparks aufgenommen.

## Stratigraphie
Die Kalksburg-Formation liegt dem Oberrhätkalk, der Schattwald-Formation oder dem Restental-Member der Kössen-Formation auf. Überlagert wird sie ihrerseits von der Allgäu-Formation, vom Kirchsteinkalk oder von grauen, unterjurassischen Kieselsedimenten mit Übergang in die Adnet-Gruppe bzw. in den Hierlatzkalk. In der Frankenfelser Decke der Typusregion findet sie sich zwischen Kieselkalken im Liegenden und auflagernden Fleckenmergeln des höheren Lias. Seitliche Übergänge bzw. Verzahnungen sind nicht aufgeschlossen, nach Norden wird jedoch ein Anschluss an die Gresten-Formation der Klippenzone vermutet, nach Süden wahrscheinlich zu Äquivalenten der Allgäu-Formation, zur Schnöll-Formation bzw. im Hangenden zur Basis der eigentlichen Adnet-Formation.
Die Anklänge an die Gresten Fazies, die ja dem Ultrahelvetikum zuzurechnen ist, erklären sich durch gleichzeitige Sedimentation auf dem damals noch zusammengehörenden Schelf, wobei die siliziklastisch-mergelig betonte Kalksburg-Formation weiter südlich im Restental-Becken des
distaleren Bereichs abgesetzt wurde. Im Unterschied zur Gresten-Fazies enthält die Kalksburg-Formation aber weder Feldspatarkosen noch Kohleschiefer.

## Lithologie
Lithologisch handelt es sich bei der kontinental beeinflussten Kalksburg-Formation um dunkelbraungraue, kalkreiche Mergel, Sandsteine, Kalksandsteine mit Fließwülsten, Siltsteine, Tonsteine und Kalke. Im Hangenden erfolgt ein lithologischer Wechsel hin zu stahlbläulichen Kalken, zu schwarzen Rotiformis-Kalken, zu Mürbsandsteinen mit Rippelmarken und Lebensspuren und zu Ostreensandkalk. Das Gestein verwittert hellgrau bis bräunlich und kann bis zu 2 Zentimeter dicke Verwitterungsrinden ausbilden. Sein Bruch ist hart mit wenigen Millimeter dünnen Calcitäderchen.
Die kalkhaltigen Siltsteine sind feinkörnig und leicht bioturbat. Ihr Detritus besteht vorwiegend aus Quarz, Muskovitbestegen und seltenen rekristallisierten Bruchstücken kalkhaltiger Organismen wie beispielsweise Echinodermen. Diagenetische Pyritkörner können hinzutreten. Mikrofaziell sind sie als Mudstone oder bis hin zu Wackestone ausgebildet. Vertreten ist ferner eine gut sortierte Grainstone-Fazies mit Mikrit-Klasten und untergeordnetem Zerrieb an Fossilbruchstücken. Die tonreichen Mikritklasten wurden im unverfestigten, plastischen Zustand in den Grainstone inkorporiert.
Als Varietät dürfen Plagiostomenkalke angesehen werden, welche im Tirolikum der Osterhorngruppe anzutreffen sind. Diese hell- bis dunkelgrauen Kalke sind sandig-spätig ausgebildet, enthalten Glaukonit und sind reich an Muscheln (Lima und Plagiostoma).

### Mächtigkeit
Die Mächtigkeit der Kalksburg-Formation variiert im Zehner-Meter-Bereich, gewöhnlich zwischen 30 und 40 Meter, kann aber stellenweise bis auf weniger als 10 Meter reduziert sein.

### Fazies
Faziell wurde die Kalksburg-Formation flachmarin, teils auch in Küsten- bzw. Festlandsnähe abgelagert. Häufige Austernfunde deuten hierbei auf ein wärmeres Flachwassermilieu mit kontinentalem Einfluss, belegt durch gelegentliche Sporeneinträge.

## Fossilien

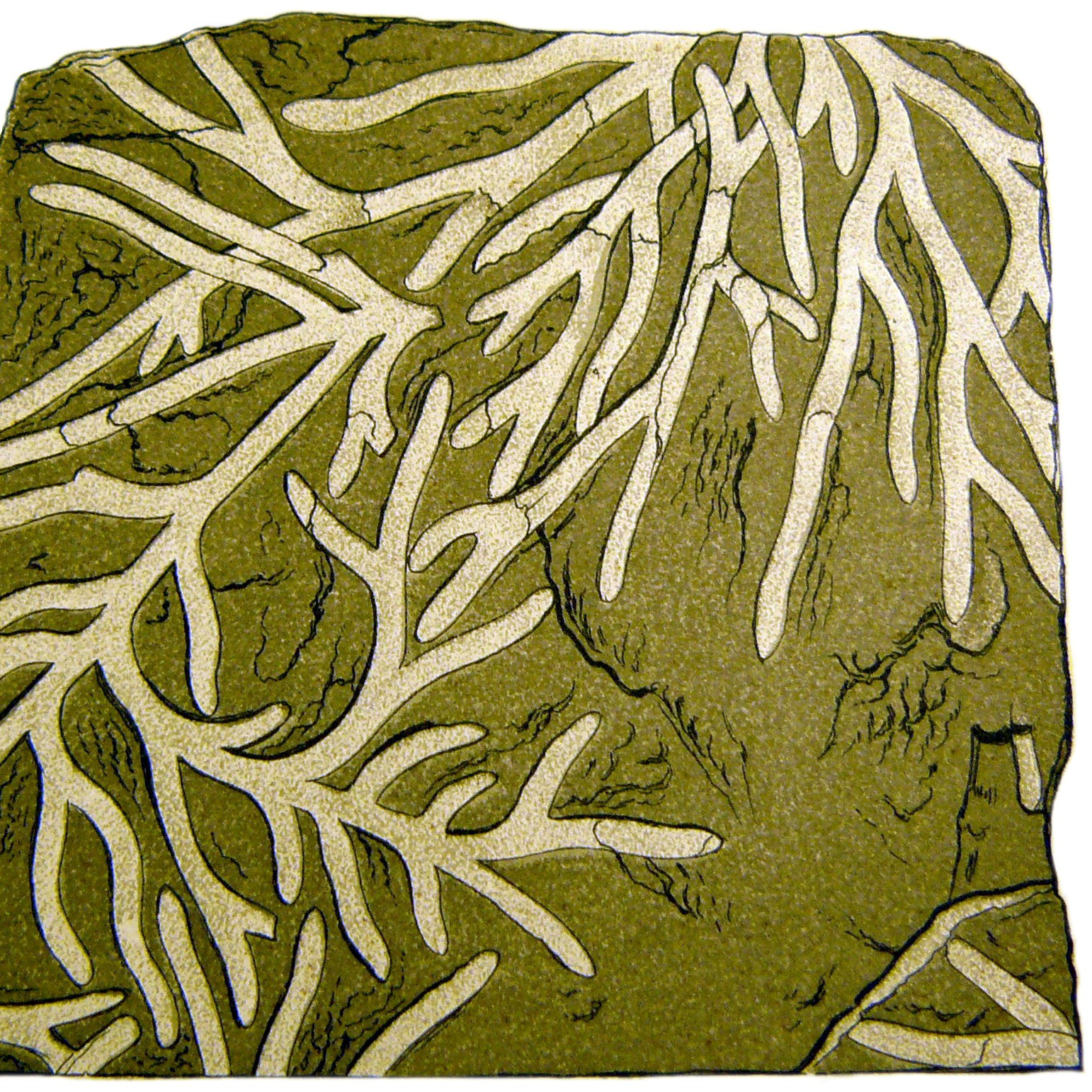
Das Spurenfossil Chondrites

Als Fossilien finden sich in der Kalksburg-Formation Ammoniten, Bivalven, zerriebene Brachiopodenschalen (aus Brachiopodenbrut stammend) und Bruchstücke von Echinodermen (Crinoidenreste mit Pentacrinus), Gastropoden und anderen Organismen. Unter den Ammoniten werden Arietites rotiformis, Psiloceras johnstoni und Psiloceras planorbis angetroffen. Bei den recht häufigen Muscheln sind zu erwähnen mehrere Cardinienarten, Lima gigantea und Lima punctata, Pecten,  Plagiostoma, Ostreen (häufig) wie Gryphaea arcuata, Pinna oder Plicatula hettangiensis sowie das an Fucoides erinnernde Spurenfossil Chondrites.

## Alter
Die Kalksburg-Formation wird aufgrund der Planorbis-Zone ins Hettangium datiert, reicht aber noch ins Sinemurium. Oberes Sinemurium (Lotharingium) ist nicht gesichert. Ihr absolutes Alter kann in etwa mit 200 bis 197 Millionen Jahren angegeben werden. Das hettangische Alter der Formation ist durch die Cardinien, Gryphäen und auch durch Plicatula hettangiensis belegt, das Untere Sinemurium durch den Ammoniten Arietites (Coroniceras) rotiformis (Rotiformis-Subzone bzw. Hyatti-Biozone).